# Gauliga Sachsen 1941/42
De Gauliga Sachsen 1941/42 was het negende voetbalkampioenschap van de Gauliga Sachsen.  Planitzer SC werd  kampioen en plaatste zich voor de eindronde om de Duitse landstitel, waar de club de kwartfinale bereikte.  

## Eindstand
| Plaats | Club                 | Wed. | W  | G | V  | Saldo | Ptn.  |
| ------ | -------------------- | ---- | -- | - | -- | ----- | ----- |
| 1.     | Planitzer SC         | 18   | 15 | 1 | 2  | 62:25 | 31:50 |
| 2.     | Dresdner SC          | 18   | 14 | 0 | 4  | 78:33 | 28:80 |
| 3.     | Chemnitzer BC        | 18   | 12 | 2 | 4  | 59:28 | 26:10 |
| 4.     | Polizei SV Chemnitz  | 18   | 12 | 2 | 5  | 69:49 | 24:12 |
| 5.     | VfB Leipzig          | 18   | 9  | 1 | 8  | 53:46 | 19:17 |
| 6.     | Riesaer SV           | 18   | 6  | 2 | 10 | 26:37 | 14:22 |
| 7.     | SV Fortuna Leipzig   | 18   | 5  | 3 | 10 | 42:62 | 13:23 |
| 8.     | Döbelner SC          | 18   | 6  | 0 | 12 | 40:69 | 12:24 |
| 9.     | TuRa 1899 Leipzig    | 18   | 5  | 0 | 13 | 51:74 | 10:26 |
| 10.    | SV Guts Muts Dresden | 18   | 1  | 1 | 16 | 15:78 | 03:33 |

|  | Kampioen, geplaatst voor nationale eindronde |
|  | Degradatie naar de Bezirksklasse             |

## Promotie-eindronde
| Plaats | Club                   | Wed. | Saldo | Ptn. |
| ------ | ---------------------- | ---- | ----- | ---- |
| 1.     | FC Sportlust Zittau    | 6    | 11:12 | 8:4  |
| 2.     | BC Hartha              | 6    | 14:9  | 7:5  |
| 3.     | SC Wacker 1895 Leipzig | 6    | 18:13 | 5:7  |
| 4.     | Konkordia Plauen       | 6    | 9:18  | 4:8  |

|  | Promotie naar Gauliga Sachsen 1942/43 |